# Avernes-Saint-Gourgon
Avernes-Saint-Gourgon är en kommun i departementet Orne i regionen Normandie i nordvästra Frankrike. Kommunen ligger i kantonen Vimoutiers som tillhör arrondissementet Argentan. År 2022 hade Avernes-Saint-Gourgon 69 invånare.

## Befolkningsutveckling
Antalet invånare i kommunen Avernes-Saint-Gourgon
| Referens: INSEE |